# 芦花公園駅
芦花公園駅（ろかこうえんえき）は、東京都世田谷区南烏山三丁目にある、京王電鉄京王線の駅である。京王東管区所属。駅番号はKO11。

## 歴史

### 年表
- 1913年（大正2年）4月15日：京王電気軌道（現・京王電鉄）の上高井戸駅（かみたかいどえき）として開設。
- 1937年（昭和12年）9月1日：芦花公園駅（ろかこうえんえき）に改称。
- 1944年（昭和19年）5月31日：東京急行電鉄（大東急、現・東急電鉄）が京王電気軌道を吸収合併、同社京王線の駅となる。
- 1948年（昭和23年）6月1日：東急から京王帝都電鉄が分離、同社の駅となる。
- 1982年（昭和57年）3月：地下駅舎化。
- 2010年（平成22年）9月：橋上駅舎化。
- 2014年（平成26年）2月28日：連続立体交差事業着手[1]。
- 2024年（令和6年）
  - 1月31日：連続立体交差事業進捗に伴い、北側公道と改札口を連絡するエスカレーターを閉鎖[2]。
  - 8月30日：連続立体交差事業進捗に伴い、上りホーム臨時改札使用開始[3]。
  - 10月26日：連続立体交差事業進捗に伴い、北側公道と改札口を連絡する階段を閉鎖[4]。
- 2026年（令和8年）：仮地下通路整備予定[5]。

### 駅名の由来
駅開設当時の「上高井戸」は、駅所在地に隣接する区域が豊多摩郡高井戸村上高井戸であったことから。後に徳富蘆花の住居である蘆花恒春園が近く(徒歩15〜20分)にあることから「芦花公園」と改称された。

## 駅構造
相対式ホーム2面2線を有する地上駅。ホームは曲線上に位置し、橋上駅舎を備える。
開設時の駅舎は地上に立地していたが、1982年（昭和57年）3月に地下化され、2010年（平成22年）9月頃に橋上駅舎化された。これに伴い、新たにエスカレーターとエレベーターが新設されたほか、南口に駅前広場が整備された。なお、橋上駅舎化前は車椅子用スロープが設置されていた。
トイレは橋上化前まで下りホームにあり、ユニバーサルデザインの一環としての「だれでもトイレ」は女性用トイレを兼用していたが、橋上化後に改札内コンコースに移設され、男女別となった。
2006年（平成18年）3月にホーム下の緊急待避スペースが設置された。
2024年（令和6年）（月は#歴史を参照）北側公道と改札口を連絡するエスカレーターの閉鎖、上りホーム臨時改札使用開始、北側公道と改札口を連絡する階段を閉鎖。
高架化後も、現在と同様に相対式ホーム2面2線となる予定である。

### のりば
| 番線 | 路線   | 方向 | 行先                                 |
| ---- | ------ | ---- | ------------------------------------ |
| 1    | 京王線 | 下り | 調布・橋本・京王八王子・高尾山口方面 |
| 2    | 京王線 | 上り | 明大前・笹塚・新宿・ 都営新宿線方面  |

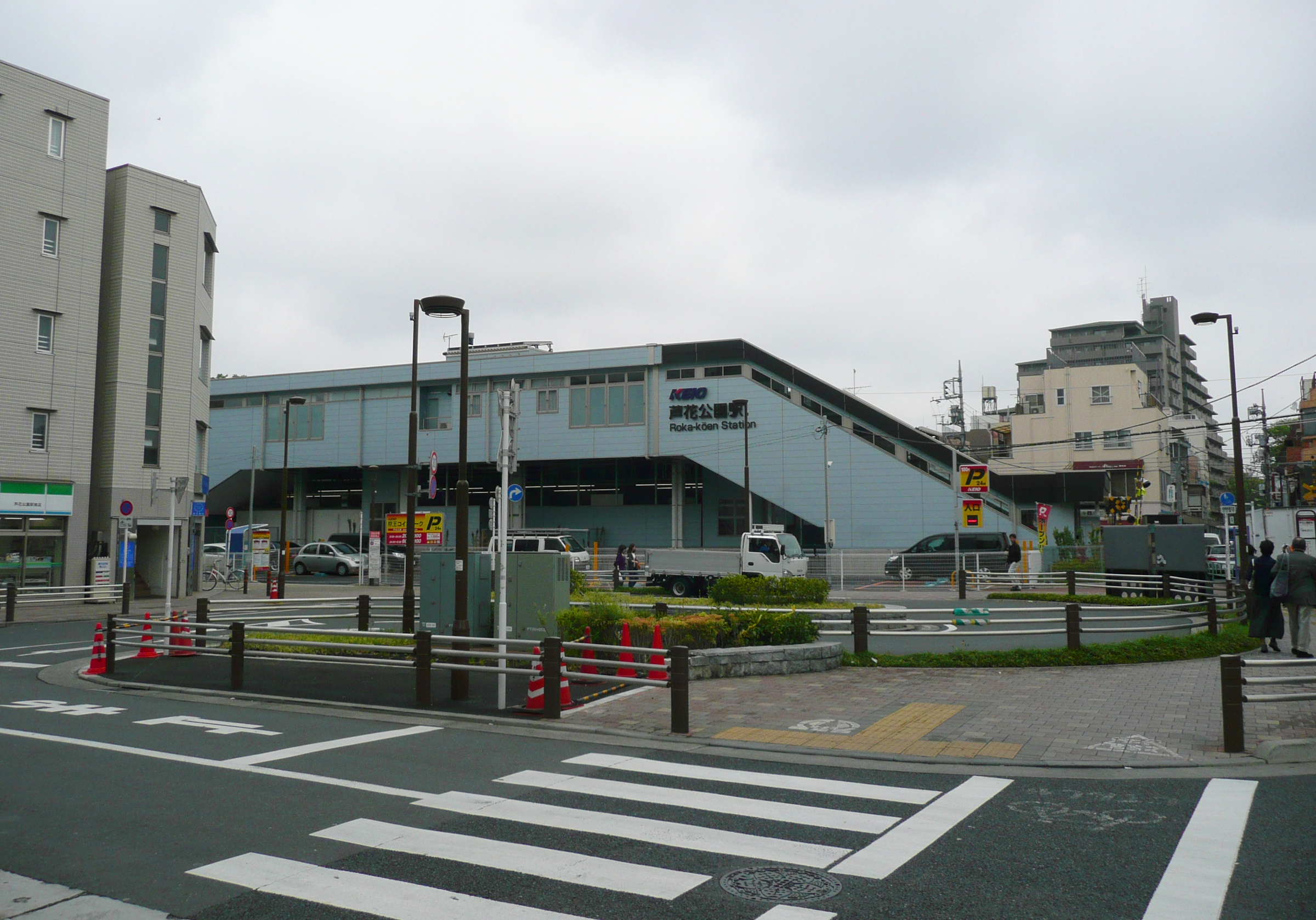
南口ロータリー（2012年4月）
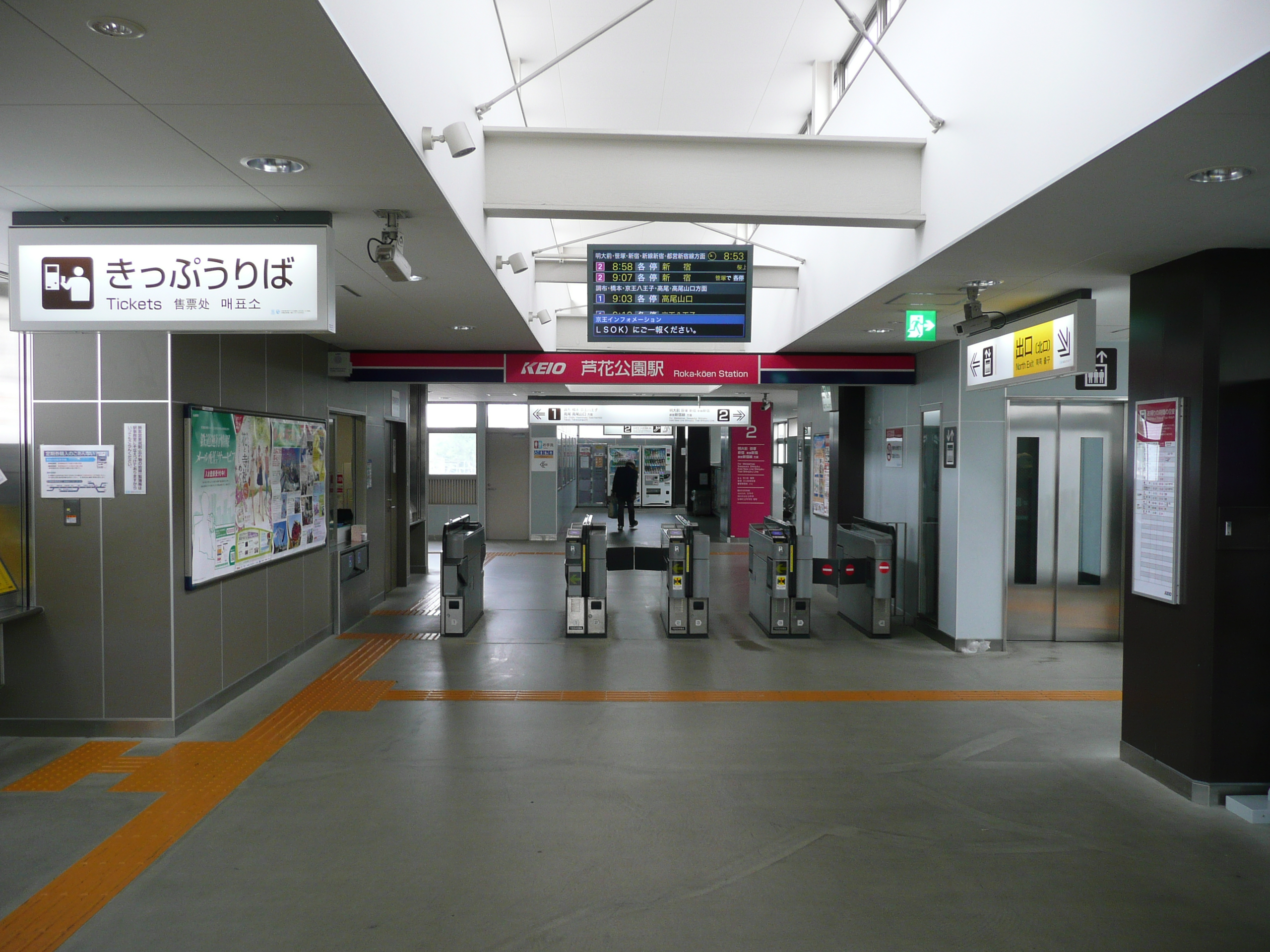
改札口（2012年4月）
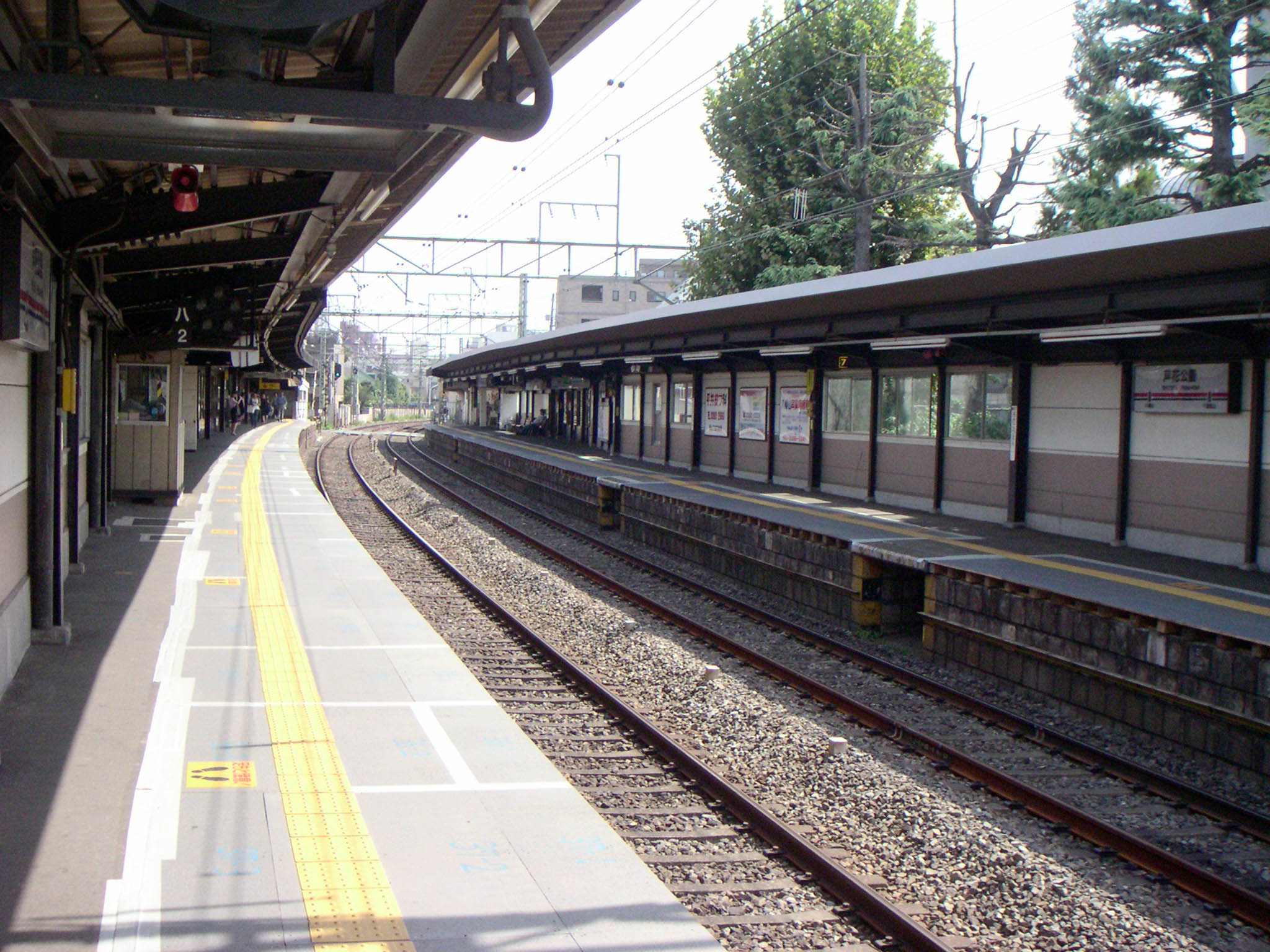
ホーム（2005年9月）
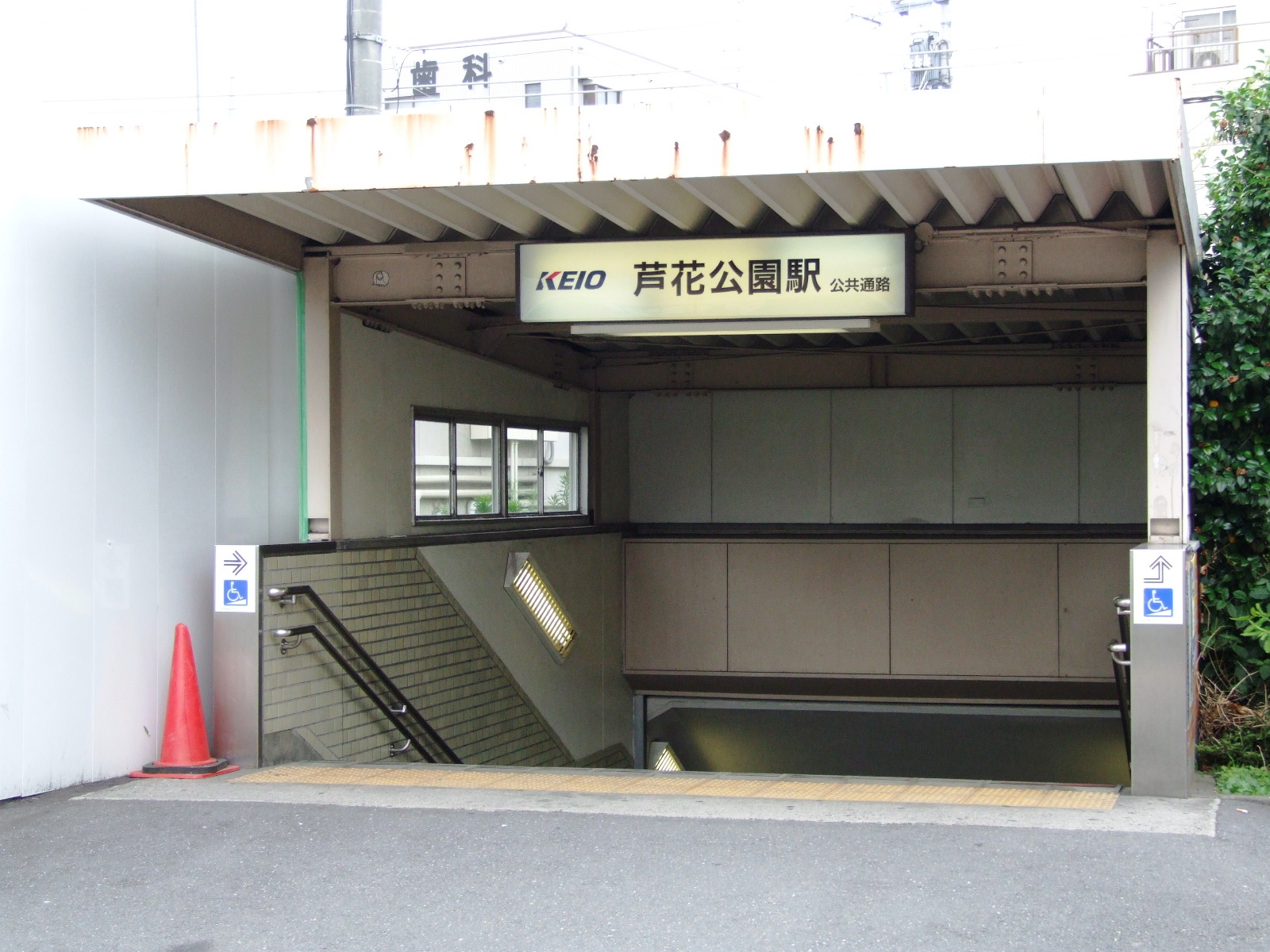
地下駅舎時代の南口（2009年6月15日）

## 利用状況
2024年度（令和6年度）の1日平均乗降人員は14,016人である。
近年の1日平均乗降・乗車人員の推移は以下の通り。
| 年度               | 1日平均 乗降人員 | 1日平均 乗車人員 | 出典              |
| ------------------ | ---------------- | ---------------- | ----------------- |
| 1955年（昭和30年） | 5,378            |                  |                   |
| 1956年（昭和31年） |                  | 2,990            | [ 東京都統計 1 ]  |
| 1957年（昭和32年） |                  | 3,412            | [ 東京都統計 2 ]  |
| 1958年（昭和30年） |                  | 4,120            | [ 東京都統計 3 ]  |
| 1959年（昭和34年） |                  | 4,293            | [ 東京都統計 4 ]  |
| 1960年（昭和35年） | 8,791            | 4,299            | [ 東京都統計 5 ]  |
| 1961年（昭和36年） | 9,475            | 4,531            | [ 東京都統計 6 ]  |
| 1962年（昭和37年） | 10,170           | 4,914            | [ 東京都統計 7 ]  |
| 1963年（昭和38年） | 10,510           | 5,192            | [ 東京都統計 8 ]  |
| 1964年（昭和39年） | 11,174           | 5,462            | [ 東京都統計 9 ]  |
| 1965年（昭和40年） | 11,634           | 5,678            | [ 東京都統計 10 ] |
| 1966年（昭和41年） | 11,965           | 5,771            | [ 東京都統計 11 ] |
| 1967年（昭和42年） | 12,300           | 5,690            | [ 東京都統計 12 ] |
| 1968年（昭和43年） | 12,326           | 5,890            | [ 東京都統計 13 ] |
| 1969年（昭和44年） | 12,692           | 6,045            | [ 東京都統計 14 ] |
| 1970年（昭和45年） | 12,598           | 6,203            | [ 東京都統計 15 ] |
| 1971年（昭和46年） |                  | 6,213            | [ 東京都統計 16 ] |
| 1972年（昭和47年） | 12,491           | 6,266            | [ 東京都統計 17 ] |
| 1973年（昭和48年） | 12,696           | 6,299            | [ 東京都統計 18 ] |
| 1974年（昭和49年） | 12,687           | 6,277            | [ 東京都統計 19 ] |
| 1975年（昭和50年） | 11,810           | 5,915            | [ 東京都統計 20 ] |
| 1976年（昭和51年） | 10,903           | 5,452            | [ 東京都統計 21 ] |
| 1977年（昭和52年） | 10,730           | 5,329            | [ 東京都統計 22 ] |
| 1978年（昭和53年） | 10,331           | 5,142            | [ 東京都統計 23 ] |
| 1979年（昭和54年） | 9,843            | 5,016            | [ 東京都統計 24 ] |
| 1980年（昭和55年） | 9,613            | 4,827            | [ 東京都統計 25 ] |
| 1981年（昭和56年） | 9,351            | 4,636            | [ 東京都統計 26 ] |
| 1982年（昭和57年） | 9,474            | 4,734            | [ 東京都統計 27 ] |
| 1983年（昭和58年） | 9,652            | 4,828            | [ 東京都統計 28 ] |
| 1984年（昭和59年） | 10,124           | 5,094            | [ 東京都統計 29 ] |
| 1985年（昭和60年） | 10,461           | 5,241            | [ 東京都統計 30 ] |
| 1986年（昭和61年） | 10,601           | 5,279            | [ 東京都統計 31 ] |
| 1987年（昭和62年） | 10,662           | 5,265            | [ 東京都統計 32 ] |
| 1988年（昭和63年） | 10,741           | 5,290            | [ 東京都統計 33 ] |
| 1989年（平成元年） | 10,663           | 5,263            | [ 東京都統計 34 ] |
| 1990年（平成02年） | 10,755           | 5,288            | [ 東京都統計 35 ] |
| 1991年（平成03年） | 11,168           | 5,519            | [ 東京都統計 36 ] |
| 1992年（平成04年） | 11,149           | 5,540            | [ 東京都統計 37 ] |
| 1993年（平成05年） | 11,207           | 5,619            | [ 東京都統計 38 ] |
| 1994年（平成06年） | 11,440           | 5,759            | [ 東京都統計 39 ] |
| 1995年（平成07年） | 11,484           | 5,765            | [ 東京都統計 40 ] |
| 1996年（平成08年） | 11,447           | 5,710            | [ 東京都統計 41 ] |
| 1997年（平成09年） | 11,489           | 5,767            | [ 東京都統計 42 ] |
| 1998年（平成10年） | 11,709           | 5,863            | [ 東京都統計 43 ] |
| 1999年（平成11年） | 11,629           | 5,787            | [ 東京都統計 44 ] |
| 2000年（平成12年） | 12,141           | 6,041            | [ 東京都統計 45 ] |
| 2001年（平成13年） | 12,212           | 6,033            | [ 東京都統計 46 ] |
| 2002年（平成14年） | 12,190           | 6,011            | [ 東京都統計 47 ] |
| 2003年（平成15年） | 12,408           | 6,126            | [ 東京都統計 48 ] |
| 2004年（平成16年） | 12,206           | 6,019            | [ 東京都統計 49 ] |
| 2005年（平成17年） | 12,482           | 6,222            | [ 東京都統計 50 ] |
| 2006年（平成18年） | 12,965           | 6,466            | [ 東京都統計 51 ] |
| 2007年（平成19年） | 13,539           | 6,768            | [ 東京都統計 52 ] |
| 2008年（平成20年） | 13,732           | 6,868            | [ 東京都統計 53 ] |
| 2009年（平成21年） | 13,712           | 6,866            | [ 東京都統計 54 ] |
| 2010年（平成22年） | 13,656           | 6,847            | [ 東京都統計 55 ] |
| 2011年（平成23年） | 13,656           | 6,842            | [ 東京都統計 56 ] |
| 2012年（平成24年） | 13,810           | 6,918            | [ 東京都統計 57 ] |
| 2013年（平成25年） | 14,057           | 7,038            | [ 東京都統計 58 ] |
| 2014年（平成26年） | 14,186           | 7,107            | [ 東京都統計 59 ] |
| 2015年（平成27年） | 14,433           | 7,230            | [ 東京都統計 60 ] |
| 2016年（平成28年） | 14,429           | 7,236            | [ 東京都統計 61 ] |
| 2017年（平成29年） | 14,587           | 7,312            | [ 東京都統計 62 ] |
| 2018年（平成30年） | 15,020           | 7,526            | [ 東京都統計 63 ] |
| 2019年（令和元年） | 14,929           | 7,462            | [ 東京都統計 64 ] |
| 2020年（令和02年） | 11,054           | 5,534            | [ 東京都統計 65 ] |
| 2021年（令和03年） | 12,011           |                  |                   |
| 2022年（令和04年） | 12,890           |                  |                   |
| 2023年（令和05年） | 13,515           |                  |                   |
| 2024年（令和06年） | 14,016           |                  |                   |

## 駅周辺
駅の直ぐ東側を杉並区との境界が走っている。東隣の駅である八幡山駅とは700mの距離である。
駅南西側のUR都市機構団地は、再開発に伴い新しく建て替えられた。
- 世田谷文学館
- 国道20号（甲州街道）
- 蘆花恒春園（芦花公園）：徒歩15分。東京都道311号環状八号線（環八通り）に面する側は八幡山駅から行く方が近い。
- 世田谷区立芦花小学校・世田谷区立芦花中学校：校舎を共有。
- 世田谷区立武蔵丘小学校：井の頭線富士見ヶ丘駅との中間に位置。
- 芦花公園駅前郵便局
- 杉並上高井戸郵便局
- ウテナ 本社
- サミットストア 芦花公園駅前店
- ドン・キホーテ 環八世田谷店
- 芦花公園団地

### バス路線
- 芦花公園駅前（小田急バス）
  - 成02 成城学園前駅西口 - 芦花公園駅前 - 千歳烏山駅
- 芦花公園駅（関東バス）
  - 荻54 芦花公園駅 - 高井戸駅 - 荻窪駅南口
  - 荻58 北野 - 給田 - 千歳烏山駅 - 芦花公園駅 - 高井戸駅 - 荻窪駅南口
  - （出入庫） 五日市街道営業所 - 高井戸駅 - 芦花公園駅 - 千歳烏山駅 - 給田 - 北野
  - （出入庫） 五日市街道営業所 - 高井戸駅 - 芦花公園駅 - 千歳烏山駅 →国学院前→久我山病院

## 隣の駅
京王電鉄
 京王線
■特急・■急行・■区間急行・■快速
通過
■各駅停車
八幡山駅 (KO10) - 芦花公園駅 (KO11) - 千歳烏山駅 (KO12)